# سیدن (میسیسیپی)
سیدن (به انگلیسی: Sidon) شهرکی در ایالت میسیسیپی کشور ایالات متحده آمریکا است که جمعیت آن در سرشماری سال ۲۰۱۰ میلادی، ۵۰۹
نفر بوده‌است.

## نگارخانه

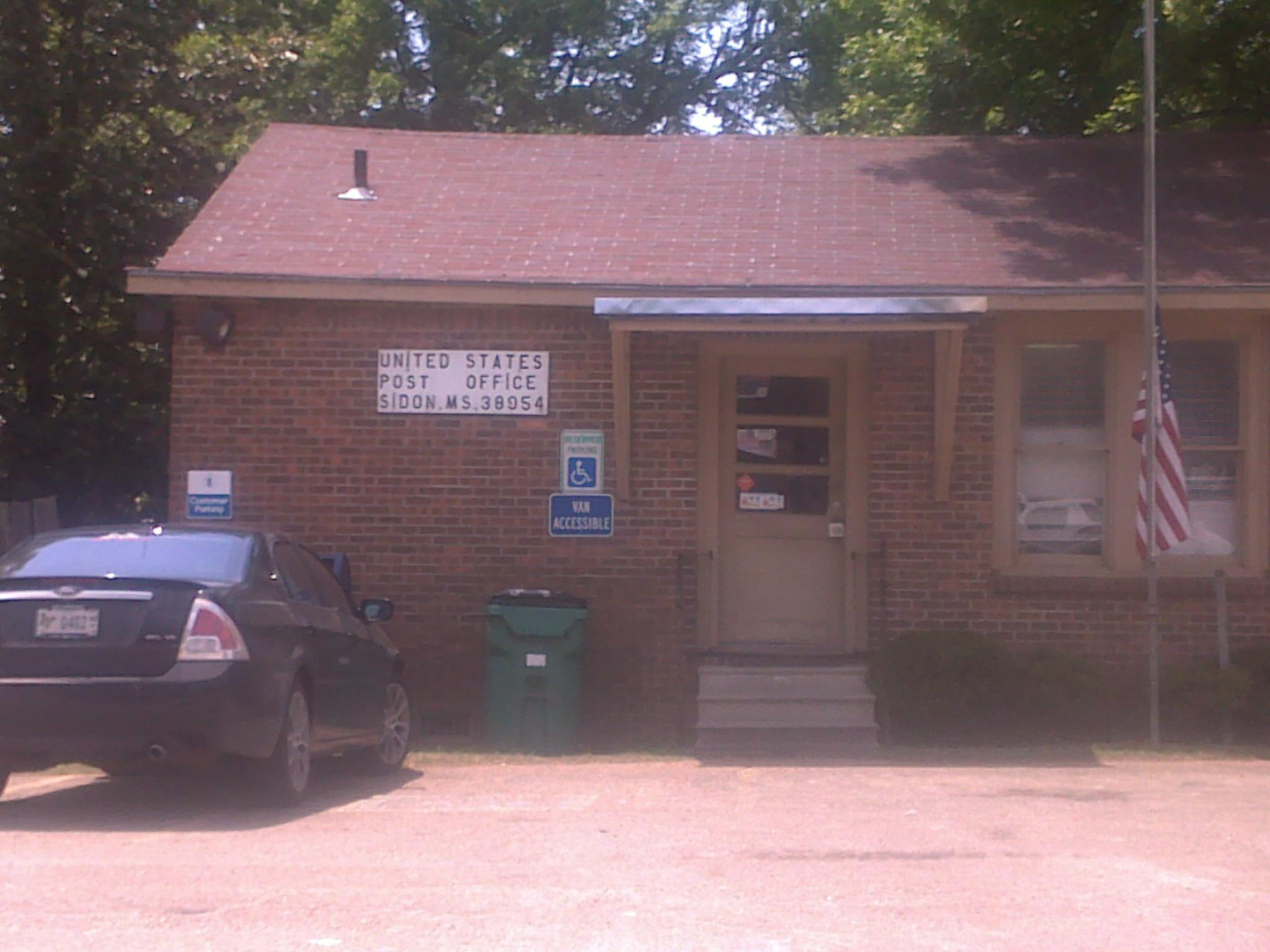
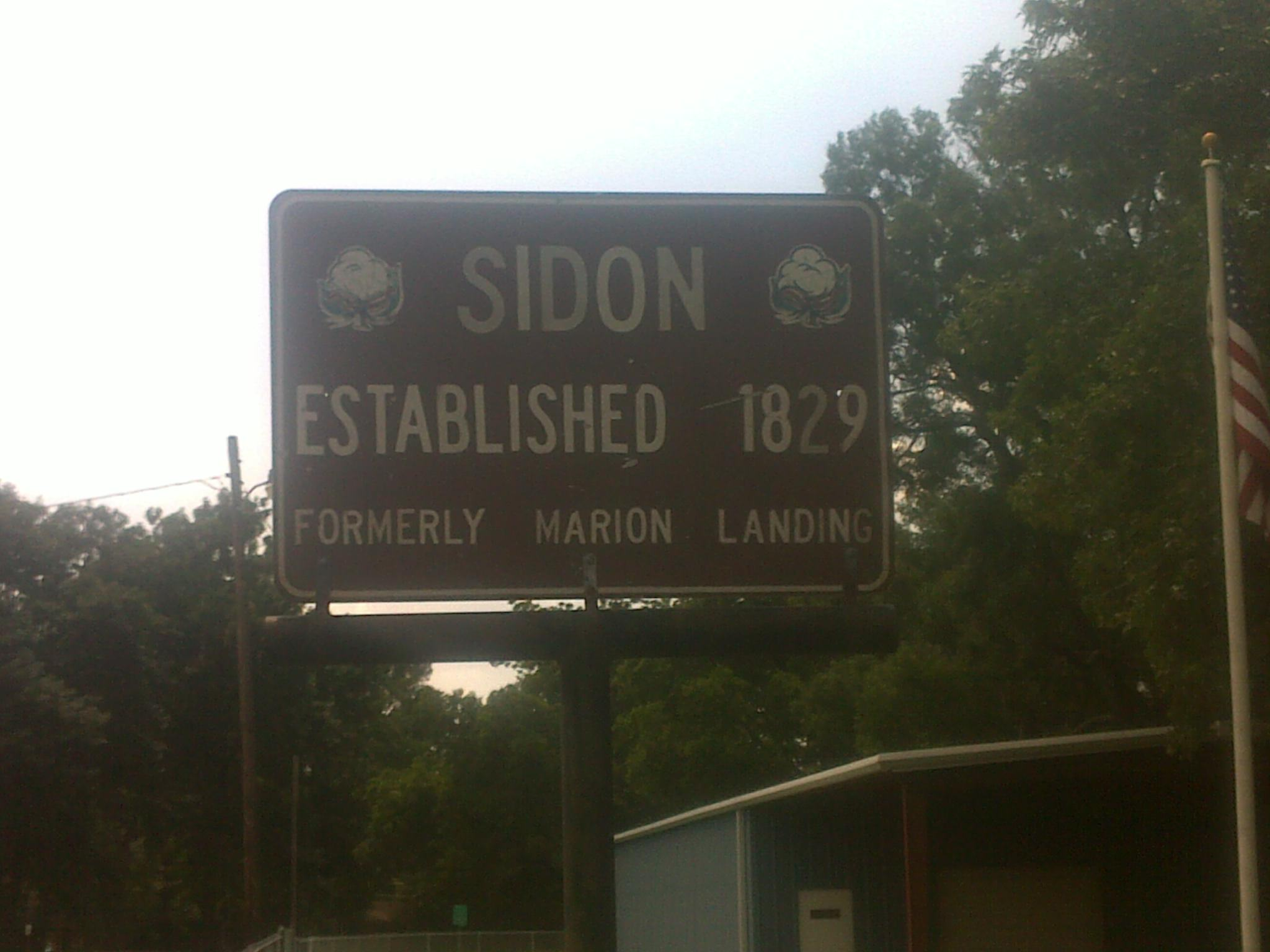